# Víctor Amadeo Teodoro de Saboya
Víctor Amadeo de Saboya (Turín, 7 de marzo de 1723 - Turín, 11 de agosto de 1725) fue príncipe de Saboya. Nació bajo el reinado de su abuelo Víctor Amadeo II de Saboya, rey de Cerdeña.

## Biografía
El príncipe Víctor Amadeo nació en el Palacio Real de Turín, hijo de Carlos Manuel III de Saboya (en ese momento heredero al trono de Cerdeña), y su primera esposa la condesa palatina Ana Cristina de Sulzbach, la cual falleció pocos días después de darle a luz. Su nacimiento fue recibido con muchas celebraciones. Fue nombrado duque de Aosta desde su nacimiento hasta su muerte. Fue el segundo en la línea de sucesión al trono (después de su padre) desde su nacimiento.
Murió el 11 de agosto de 1725, a la edad de 2 años.
El hijo mayor de su padre con su segunda esposa también fue nombrado Víctor Amadeo en su honor.

## Título
- 7 de marzo de 1723 - 11 de agosto de 1725: Su Alteza Real, el Duque de Aosta.